# リュ・シウォン
リュ・シウォン（朝: 류시원、1972年10月6日 - ）は、韓国の男優、歌手。東國大學校演劇映画科卒業。身長180cm、体重72kg。O型。

## プロフィール
16世紀の朝鮮王朝で領議政（今でいう国務総理）を務めた柳成龍の十四世孫である。本貫は豊山柳氏。第16代農林部政務次官、第30代逓信部長官等を歴任した関西大学卒業の国会議員金基喆は、母方の祖父にあたる。リュ・シウォンの苗字である「柳」は、韓国の頭音法則発音では「ユ」であるが、彼は「リュ」を使っている。
俳優・歌手活動に加えて1997年よりレーシングドライバーとしても活動。2009年5月には自身のレースチームである「EXR TEAM 106」を結成した。その後も国内外で様々なレースに参戦している。
2010年10月結婚、2011年1月27日女子誕生。2015年1月、離婚成立。

## 日本での活動
- 2004年、『美しき日々』（イ・ソンジェ役）がNHKで放送される。また、その年発売したアルバム「約束」は20万枚以上を売り上げヒットした。
- 2005年3月、ブルボン「素材こだわりシリーズ」でCMデビューを果たす。
- 2005年4月13日、「桜」でシングルデビュー。同年7月27日にセカンドシングル「ひまわりのRhapsody」をリリース。2作続けてオリコンチャートTOP5入りという、韓国人男性アーティストとして初の快挙を成し遂げた。10月5日、アルバム「秋桜」（コスモス）を発売、オリコンチャートデイリー3位を記録。11月には大阪（国際会議場）と、東京（日本武道館）にてコンサートを開催した。オリコンチャートによる2005年度の韓流・華流アーティストのトータルセールスランキングで1位にランクインした。楽曲製作にTUBEの前田亘輝、春畑道哉などのビーイング系歌手を起用することが目立っている。
- オフィシャルグッズの基本イメージカラーはオレンジ。トレードマークは蝶。六本木および関西テレビ社屋内にてオリジナルグッズショップKPR（ケーピーアール）を開いている。
- 2006年1月、i-mode、EzWeb、Yahoo!ケータイの公式コンテンツとして「KPR-リュ・シウォン」が開始された。
- 2007年、当時読売ジャイアンツに所属していた李承燁との交流があり、これが縁となり東京ドームでの開幕戦で始球式を務めた。
- 2007年、NHK本社を訪ねて新潟県中越沖地震の被災者への義援金1000万円を寄付した[4]。
- 2007年、日本で伝統のNHK朝の連続テレビ小説第76作目となる『どんど晴れ』に出演する。
- 『どんど晴れ』に続いて、10月からTBSドラマ『ジョシデカ!-女子刑事-』に出演。仲間由紀恵、泉ピン子と共演。
- 2009年、約1年半ぶりにTBS系列MBS制作のひるドラ最終作品となる『おちゃべり』に出演[5]。直後の後番組であるTBS系情報番組『ひるおび!』の4月期主題歌に「愛のタネ」が採用。
- 2011年、音楽プロデューサーであるつんくとの交流により、音楽出版を徳間ジャパンからavex traxに移籍。
- 2012年、TBS『ひるおび!』の12月期主題歌に「Season〜君がいる景色の中で〜」が採用。
- 2015年、TBS『ひるおび!』の10月期主題歌に「はじめての笑顔」が採用。音楽出版をavex traxからユニバーサルJに移籍。

## 主な作品

### TV

#### 韓国製作・放映版
ドラマ
- 1994年 フィーリング(KBS)
- 1995年 キャンパス恋歌(MBC) / 青空(KBS)
- 1996年 コムタン(SBS) / 愛するまで(KBS)
- 1997年 幸せは我々の胸に(SBS) / プロポーズ(KBS) / 完璧な男に出会う方法(KBS)
- 1998年 この世の果てまで(MBC) / 純粋(KBS) / 折鶴(KBS)
- 2000年 秘密(MBC) / 真実(MBC)
- 2001年 美しき日々(SBS)
- 2002年 君に出会ってから(MBC) / その陽射が私に…(MBC)
- 2003年 彼女は最高(KBS)
- 2005年 ウェディング(KBS)
- 2009年 スタイル(SBS)

バラエティ
- 2003年〜2007年 味対味（SBS）※司会

日本（BSジャパン）でも2009年6月より『リュ・シウォンの味VS味』として放送

#### 日本放映版
- 2004年 美しき日々(SBS/NHK総合・NHK BS2)
- 2005年 真実(MBC/BSジャパン) / 秘密(MBC/日本テレビ) / プロポーズ(KBS/BS日テレ)
- 2006年 ウェディング(KBS/BSジャパン/テレビ東京)

#### 日本製作・放映版
- 2005年9月21日 恋のから騒ぎ ～LOVE STORIES～ ドラマスペシャル（日本テレビ）

オムニバスドラマスペシャル。3話目『ひきこもりの女』にて留学生サンミン役を演じる。
- 2007年4月〜9月 どんど晴れ（NHK）
- 2007年10月〜12月 ジョシデカ!-女子刑事-（TBS）
- 2009年3月 ひるドラ・おちゃべり（TBS）
- 2010年3月22日 ハンチョウ〜神南署安積班〜 第2シリーズ 最終話ゲスト（TBS）

ソウル市警のバク刑事を演じる。

### 日本でのCM出演
- 「ブルボン」（素材こだわりシリーズ、2005年。過去には同じ外国人俳優でフランスのカトリーヌ・ドヌーヴも出演している）
- 「ライスフォース」（化粧品）
- 「三九製薬」

## ディスコグラフィー

### シングル
| 発売日         | タイトル                  | 規格品番                                     | 備考 |
| -------------- | ------------------------- | -------------------------------------------- | --- |
| 2005年4月13日  | 桜                        | TKCA-72865:初回限定盤 TKCA-72870:通常盤      | |
| 2005年7月27日  | ひまわりのRhapsody        | TKCA-72895:初回限定盤 TKCA-72900:通常盤      | |
| 2006年4月5日   | 夏の夢/好きです、好きです | TKCA-73027:初回限定盤 TKCA-73028:通常盤      | 「夏の夢」はANRIが作曲し、彼女の夫でもあるリー・リトナーがギターで参加していることでも話題になった。 オリコン最高2位、登場回数7回 |
| 2006年10月11日 | Only one                  | TKCA-73134                                   | オリコン最高3位、登場回数8回 |
| 2007年4月18日  | BABYLON                   | TKCA-73174:初回限定盤 TKCA-73181:通常盤      | オリコン最高4位、登場回数6回 |
| 2007年10月17日 | 花の首飾り                | TKCA-73260:初回限定盤 TKCA-73265:通常盤      | ザ・タイガースが1968年にリリースした同名曲のカバー。カップリング曲はなごり雪。 オリコン最高2位、登場回数7回                       |
| 2008年4月23日  | 愛してる                  | TKCA-73313:初回限定盤 TKCA-73318:通常盤      | オリコン最高5位、登場回数6回 |
| 2008年10月15日 | 君と僕                    | TKCA-73356:初回限定盤 TKCA-73360:通常盤      | オリコン最高4位、登場回数6回 |
| 2009年3月11日  | Cafe Wonderland           | TKCA-73421:初回限定盤 TKCA-73425:通常盤      | TBS系ひるドラ『おちゃべり』主題歌 オリコン最高9位、登場回数7回                                                                    |
| 2009年10月7日  | 女夢 -Memu-               | TKCA-73465:初回限定盤 TKCA-73470:通常盤      | 日本テレビ系『秒ヨミ!』2009年10月度エンディングテーマ オリコン最高5位、登場回数6回                                                |
| 2011年3月16日  | 愛したい 君を 愛したい    | AVCD-48031B:初回生産限定盤 AVCD-48032:通常盤 | オリコン最高7位、登場回数6回 |
| 2011年9月7日   | 願い星                    | AVCD-48113B:CD+DVD AVCD-48114:CD             | オリコン最高14位、登場回数3回 |
| 2012年3月21日  | 僕らが出会ったその場所に… | AVCD-48379B:CD+DVD AVCD-48380:CD             | オリコン最高13位、登場回数5回 |

### アルバム
| 発売日         | タイトル                                    | 規格品番                                                        | 備考 |
| -------------- | ------------------------------------------- | --------------------------------------------------------------- | --- |
| 1995年11月     | Change                                      |                                                                 | 韓国における事実上のデビューアルバム                                                                           |
| 1999年9月      | 夢                                          |                                                                 | |
| 2004年12月1日  | 約束                                        | AICL-1595:初回生産限定盤 AICL-1596:通常盤                       | このアルバムにて日本デビュー                                                                                   |
| 2005年10月5日  | 秋桜                                        | TKCA-72915:初回生産限定盤 TKCA-72920:通常盤                     | 表題曲「秋桜」は『奇跡の扉 TVのチカラ』の主題歌(2005年10月3日から1クール分) オリコン最高4位、登場回数13回      |
| 2006年5月10日  | ASIAN BLOW (エイジアン ブロー)              | TKCA-73018:初回限定盤A TKCA-73019:初回限定盤B TKCA-73020:通常盤 | オリコン最高3位、登場回数8回                                                                                   |
| 2007年5月23日  | With You                                    | TKCA-73190:初回限定盤 TKCA-73195:通常盤                         | M-2「眠る花」は日本のバンド『ストロボ』のカヴァー オリコン最高8位、登場回数7回                                 |
| 2008年6月4日   | 蒼天の愛                                    | TKCA-73331:初回限定盤 TKCA-73336:通常盤                         | オリコン最高7位、登場回数7回                                                                                   |
| 2008年11月19日 | Ryu Siwon Ballad Best Album                 | TKCA-73378                                                      | オリコン最高11位、登場回数5回                                                                                  |
| 2009年4月22日  | Ryu Siwon Single Collection                 | TKCA-73427                                                      | オリコン最高6位、登場回数4回                                                                                   |
| 2009年5月22日  | リュ・シウォンのレーシングダイアリー公式OST | EMOC-01                                                         | オリコン最高27位、登場回数2回                                                                                  |
| 2009年11月4日  | 万華鏡                                      | TKCA-73485:初回生産限定盤 TKCA-73489:通常盤                     | オリコン最高5位、登場回数5回                                                                                   |
| 2010年4月7日   | 麗～ULALA                                   | TKCA-73517:初回限定盤 TKCA-73521:通常盤                         | オリコン最高5位、登場回数6回                                                                                   |
| 2011年10月5日  | どんな時も                                  | AVCD-38388B:CD+DVD AVCD-38389:CD                                | オリコン最高11位、登場回数6回                                                                                  |
| 2012年11月21日 | Season                                      | AVCD-38588/B                                                    | オリコン最高20位、登場回数4回                                                                                  |
| 2015年10月6日  | AGAIN                                       | UICV-9133:初回限定盤A UICV-9134:初回限定盤B UICV-9135:通常盤    | M-1「はじめての笑顔」はTBS系情報番組「ひるおび!」の2015年10月期エンディング主題歌 オリコン最高8位、登場回数4回 |

### DVD
| 発売日         | タイトル | 規格品番     | 備考                           |
| -------------- | --- | ------------ | ------------------------------ |
| 2005年1月26日  | PRINCE 東京《 》ソウル 二都物語                                                                                 | JIRV-0002    |                                |
| 2005年8月26日  | St.Valentine's Party 2005                                                                                       |              |                                |
| 2006年2月25日  | Ryu Siwon Japan Live 2005: Memorial                                                                             | JIRV-0004    | オリコン最高7位、登場回数8回   |
| 2006年3月14日  | Siwon's Racing Diary - season I -                                                                               | KPR-001      | オリコン最高35位、登場回数1回  |
| 2006年11月8日  | Ryu Siwon Japan Live 2006                                                                                       | JIRV-0009    | オリコン最高5位、登場回数3回   |
| 2007年5月23日  | Siwon's Racing Diary - season II -                                                                              | JIRV-0012    | オリコン最高56位、登場回数1回  |
| 2007年11月21日 | Ryu Siwon 2007 Live: With You                                                                                   | JIRV-0010    | オリコン最高21位、登場回数4回  |
| 2008年3月28日  | For My Dream: Siwon's Racing Diary - season III -                                                               | KSVP-28328   | オリコン最高57位、登場回数2回  |
| 2008年9月26日  | For My Dream: Siwon's Racing Diary - season III -~Secret Edition~                                               | KSVP-28926   | オリコン最高93位、登場回数2回  |
| 2008年12月10日 | RYU SIWON 2008 LIVE TOUR “MOTTO MOTTO”                                                                          | JIRV-0022    | オリコン最高10位、登場回数2回  |
| 2009年03月25日 | Ryu Siwon 2008 LIVE IN TOKYO DOME “CHRISTMAS FOR YOU”                                                           | JIRV-0023    | オリコン最高28位、登場回数3回  |
| 2009年05月22日 | リュ・シウォンのレーシングダイアリーシーズンIV                                                                  | EMOT-09      | オリコン最高16位、登場回数2回  |
| 2009年09月23日 | リュ・シウォンのDelight&Joy Party(デライト&ジョイパーティー) リュ・シウォンのレーシングダイアリーDJエディション | EMOT-14      | オリコン最高35位、登場回数3回  |
| 2010年03月03日 | Ryu Siwon 5th Anniversary Live 2009～ありがとう、そして新たな約束～                                             | JIRV-24      | オリコン最高6位、登場回数2回   |
| 2010年06月25日 | リュ・シウォンのレーシングダイアリー2010(Part.1)                                                                | EMOT-39      | オリコン最高61位、登場回数2回  |
| 2010年09月24日 | リュ・シウォンのレーシングダイアリー2010(Part.2)                                                                | EMOT-47      | オリコン最高44位、登場回数44回 |
| 2010年11月03日 | Ryu Siwon FUN FAN LIVE TOUR 2010 LIVE DVD                                                                       | JIRV-0027    | オリコン最高21位、登場回数2回  |
| 2011年06月15日 | VICTORY:リュ・シウォンのレーシングダイアリーシーズンVI                                                          | JIRV-0028    | オリコン最高41位、登場回数1回  |
| 2011年09月14日 | Harmony:Ryusiwon Birthday Party 2010                                                                            | JIRV-0029    | オリコン最高37位、登場回数1回  |
| 2012年03月21日 | ～NEGAI～ Ryu Siwon LIVE TOUR 2011                                                                              | AVBD-91886/8 | オリコン最高30位、登場回数2回  |
| 2012年06月27日 | The Road:Siwon’s Racing Diary Season 7 -リュ・シウォン、人生という道の真ん中に立つ。                            | JIRV-0035    | オリコン最高122位、登場回数1回 |
| 2013年03月20日 | ～SEASON～ Ryu Siwon LIVE TOUR 2012                                                                             | AVZD-92012/4 | オリコン最高41位、登場回数2回  |
| 2013年08月31日 | GLORY★★★:シウォンズレーシングダイアリーシーズン8                                                                | JIRV-0042    | オリコン圏外                   |

## 出版書籍
- 2004年8月16日 リュ・シウォンの美味しい誘惑

1999年8月に韓国で出版された同名の料理本の翻訳本。
- 2004年11月2日 PHOTO ALBUM

1st写真集。2005年2月28日にディレクターズカットにあたる『軽装版』が発売。
- 2005年1月28日 リュ・シウォン食堂

朝鮮料理を彼自身の手で日本向けにアレンジしたレシピ集。
- 2005年12月22日 リュ・シウォンアカデミー-基礎編-

初心者用の朝鮮語入門書を監修、付録CDの朝鮮語の発音を担当。
- 2006年12月22日 RYU SIWON ACADEMY +plus

朝鮮語学習本監修の第2作。日常よく使われるフレーズをさまざまな状況ごとに分けて紹介・解説。付属CD3枚のボイストラックを担当。

## ミュージックビデオ
| 監督       | 曲名!                                                          |
| ---------- | -------------------------------------------------------------- |
| 井上強     | 「どんな時も」「愛したい 君を 愛したい」「女夢-Memu-」         |
| 大橋洋生   | 「ひまわりのRhapsody」「夏の夢」「好きです、好きです」「秋桜」 |
| 木枝穂     | 「麗 〜ULALA〜」                                               |
| John H.Lee | 「with you」                                                   |
| 高橋嘉幸   | 「君と僕」                                                     |
| 多田卓也   | 「BABYLON」「Cafe Wonderland」「Only One」「花の首飾り」       |
| 鶴見昇介   | 「桜」                                                         |
| 福居英晃   | 「万華鏡」                                                     |
| 和田泰宏   | 「愛してる」「蒼天の愛」                                       |
| 不明       | 「はじめての笑顔」「願い星」「僕らが出会ったその場所に…」      |

## 受賞歴
- 1996年 KBS演技大賞新人賞「愛するまで」
- 1997年 KBS演技大賞人気賞「プロポーズ」
- 1998年 KBS演技大賞人気賞、優秀賞「純粋」「折鶴」
- 1999年 第35回百想芸術大賞TV部門人気賞 「折鶴」
- 2000年 MBC演技大賞優秀賞 「真実」「秘密」
- 2005年 第19回日本ゴールドディスク大賞ニュー・アーティスト・オブ・ザ・イヤー賞（邦楽部門）
- 2005年第47回日本レコード大賞大衆賞
- 2006年 2006モデル賞韓流スター賞（韓国モデル協会所属の3,000人の男女モデルによる投票）
- 2007年 SBS放送芸能大賞特別賞　料理番組「決定味対味」の司会
- 2008年 日本国紺綬褒章[6]
- 2008年 新潟県知事感謝状[6]

## レース
韓国の芸能人チームR-STARSに所属して、2004年2005年は韓国の選手権KMRC (Korea Motor Racing Championship) シリーズの全レースに出場している。2006年の韓国GT選手権 ツーリングA部門では年間チャンピオンのタイトルを手にする。2007年のCJスーパーレース（韓国GT選手権から名称変更）では全7戦に出場して年間成績4位。2008年は、スーパー2000部門で参戦している。2009年5月には自身のレースチームである「EXR TEAM 106」を結成した。リュ・シウォン出場のレースには、毎回多数の国外（殆どが日本から）のファンが、応援のために訪韓する。
2010年には韓国初のF1となる2010年韓国グランプリのサポートレースとして開催される「ヒュンダイ・シリーズ」に出場した。また、2011年にはフェラーリ・チャレンジ・アジアパシフィック選手権にも参戦し、東日本大震災からの復興の願いを込めて、「がんばれ日本」のステッカーを車に張って走りコッパ・シェルクラスで優勝した他、数回表彰台に上る活躍をした。